# Lancaster (Virginia)
Lancaster egy jogi személyiséggel nem rendelkező település az USA Virginia államában, Lancaster megye székhelye. .

## Népesség
A településnek nincs nyilvántartott népessége.